# Pánev Bodamského jezera
Jako pánev Bodamského jezera (německy Bodenseebecken) se označuje krajina Bodamského jezera a jeho okolí zformovaná glaciálním Rýnským ledovcem. Rozkládá se na jihu německých spolkových zemí Bádensko-Württembersko a Bavorsko a podle některých výkladů také v severovýchodním Švýcarsku a v části západorakouského Vorarlberska. Podle geomorfologického členění Německa je vymezena jako hlavní přírodní region č. 031 v rámci Předalpských pahorkatin a mokřadů (Südliches Alpenvorland).

## Poloha
Pánev Bodamského jezera leží mezi Hornošvábskou pahorkatinou na severu, regionem Hegau na západě a Západoalgavskou pahorkatinou na východě. Na území Bádenska-Württemberska zabírá (bez Bodamského jezera) plochu 590 km², podle staršího vymezení pak zabírá v celém Německu 747,76 km². Pánev se rozprostírá přes části zemských okresů Bodamské jezero, Ravensburg a Lindau. Krajina pánve obklopuje jezero v různých šířkách, zvláště patrné je to u Ravensburgu, kde pánev místy dosahuje nadmořské výšky až 500 m n. m. Vodu z ní odvádějí říčky Rotach, Schussen a Argen a jejich přítoky do Bodamského jezera a dále do Rýna.
Podle německého geografa Hansjörga Donguse jsou součástí pánve Bodamského jezera také Hornošvábská a Západoalgavská pahorkatina. Dle jeho definice pánev navíc zabírá velkou část dolního údolí Alpského Rýna, a to až po obce Koblach na rakouské straně a Oberriet na straně švýcarské a k tomu také část severovýchodního Švýcarska hraničící s Bodamským jezerem, tedy oblast mezi městy St. Gallen a Schaffhausen.

## Historie geografického vymezení pánve

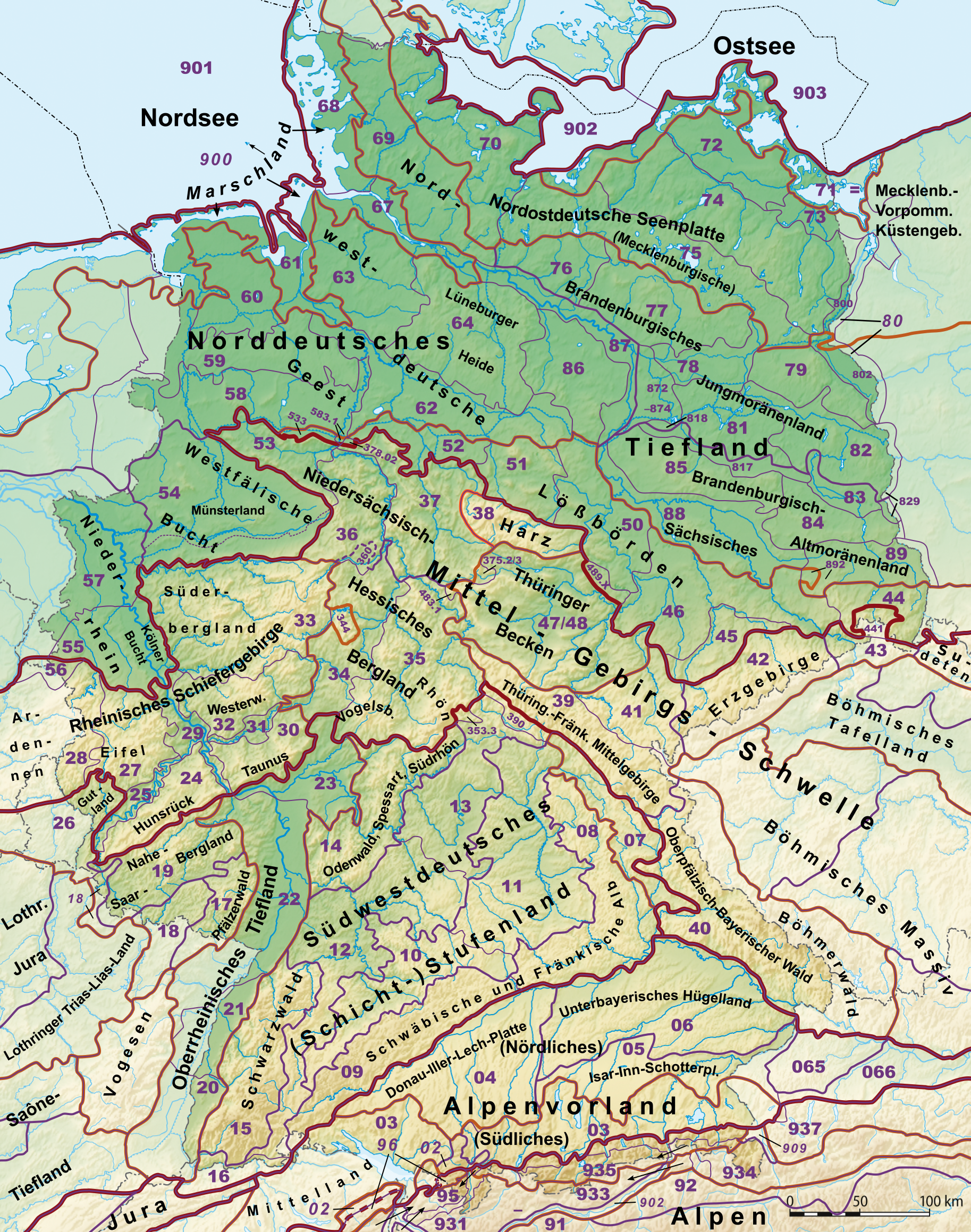
Přirozené prostorové členění Německa

V prvním vydání Příručky přirozeného prostorového členění Německa (Handbuch der naturräumlichen Gliederung Deutschlands)z roku 1953 byl vymezen Hlavní přírodní region č. 031 - pánev Bodamského jezera, jehož západní hranice se sousední jednotkou č. 030 Hegau probíhala podél linie mezi obcemi Radolfzell a Stockach . Tento hraniční směr byl dodržen i dále na jih, takže podle tohoto členění na území pánve patřil i horský hřbet Schiener Berg. Na jihovýchodně končilo vymezení přírodního regionu č. 031 přímo na břehu jezera a z Rakouska obsahovalo pouze oblast města Bregenz. Podle výše uvedené definice, zabírala pánev Bodamského jezera v rámci Německa 747,76 km². Toto vymezení přetrvalo ve druhém vydání z roku 1960.

### Samostatné mapy Kostnice a Lindau
Když mělo být v roce 1964 zpřesněno členění západní části Mapy 186 Kostnice v měřítku 1:200 000, rozhodl její autor Alfred G. Benzing, že nemá z hlediska přírodního rozvržení tamní krajiny smysl oddělovat Hegau od pánve Bodamského jezera. Proto v novém vydání mapy definoval a upřesnil hlavní přírodní region 030/031 pánev severního Bodamského jezera a pánev Hegau. Jeho kolega Hansjörg Dongus byl ještě důslednější, když v roce 1991 vytvářel na východě navazující mapu 187/193 Lindau/Oberstdorf. Dongus spojil „staré“ regiony 030 a 031 s původně samostatnými regiony 032 Hornošvábská parkohatina a 033 Západoalgavská pahorkatina a definoval nový hlavní přírodní region 030 Bodamské jezero-Mladá morénová země. Ten se rozprostírá na východ až k pohoří Adelegg a na severu (Plošiny Dunaj-Ablach) a severovýchodě (Plošiny Riß-Aitrach) přiléhá ke starým morénám Dunajsko-illersko-lešské plošiny. Na západě a severozápadě je ohraničen náhorním hřebenem Randen a regionem Hegaualb. Podle Donguse navíc pánev Bodamského jezera zabírá část údolí Alpského Rýna ve Vorarlbersku a Švýcarsku, stejně jako Jižní Bodamskou pahorkatinu v severovýchodním Švýcarsku; Tato pahorkatina se však již z větší části nachází na Mapě Kostnice, která však dále nevymezuje jižní břeh Bodamského jezera.

### LUBW
Bádensko-Württemberský zemský ústav pro životní prostředí, měření a ochranu přírody (Landesanstalt für Umwelt Baden-Württemberg - LUBW) se v následujících letech pokoušel shrnout jednotlivé mapy týkající se Bádenska-Württemberska, které byly často ve styčných bodech protichůdné, do ucelené struktury hlavních regionů. Jedním z jeho cílů tako bylo ponechání známých krajinných názvů jako názvů přírodních regionů, proto jsou hlavní regiony příručky opět struktorovány velice podobně ale v upravených hranicích.
Pánev Bodamského jezera se zmenšila o všechny části západně od jezera, včetně horského hřbetu Schiener Berg a regionu Stockacher Bergland severozápadně od jezera, které byly všechny přiřazeny k regiou Hegau. Na území Bádenska-Württemberska zabírá pánev plochu o rozloze 590 km² (kromě Bodamského jezera). Severozápadně od jezera Überlinger See sahá pánev na až k obci Owingen, na severním břehu jezera Überlinger See až k obci Sipplingen.

### Definice podle Hansjörga Donguse

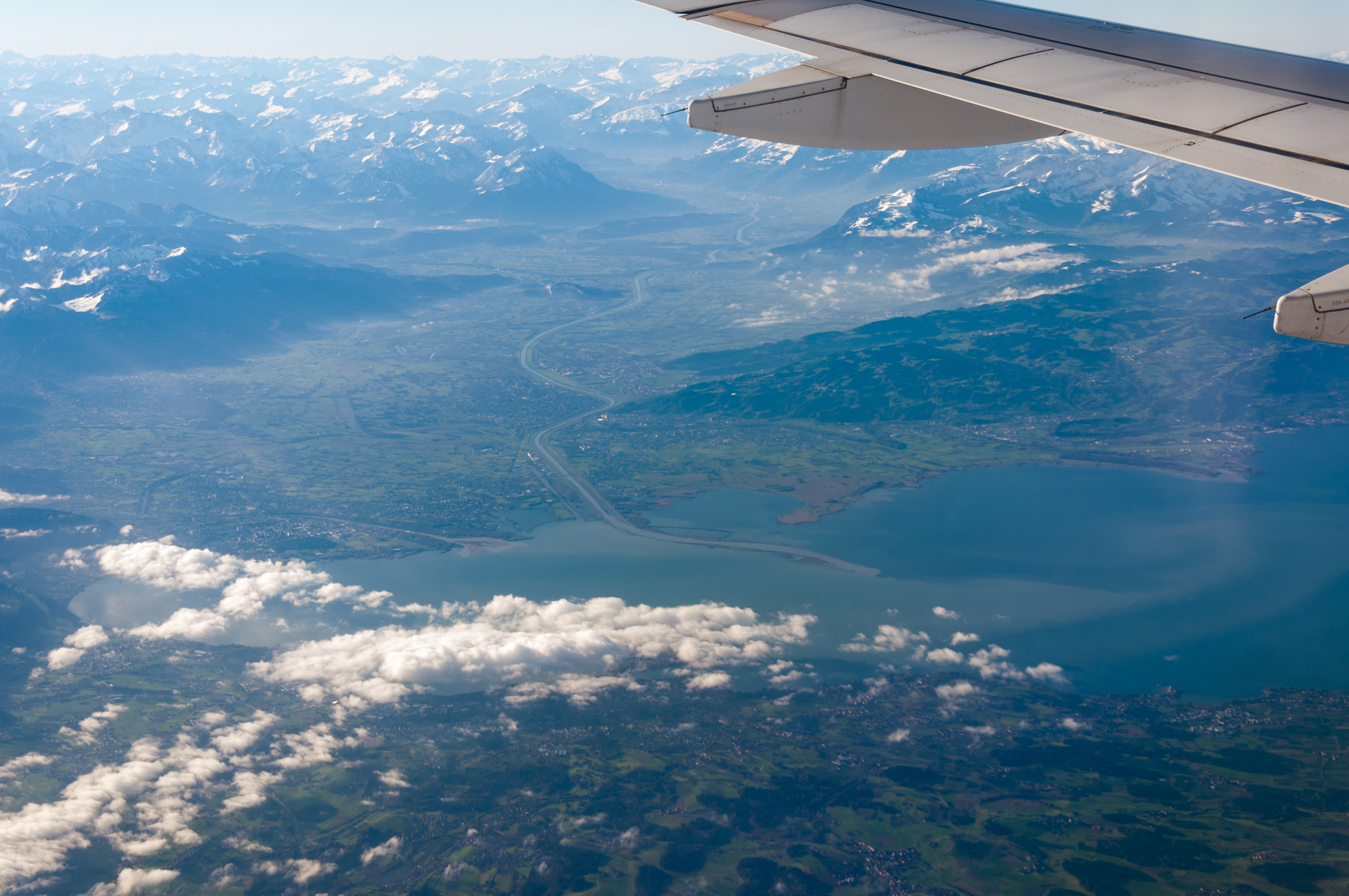
Dolní údolí Alpského Rýna podle Donguse taktéž leží na pánvi Bodamského jezera

„Region 4. řádu zahrnuje hlavní pánev Rýnského ledovce z období würmského glaciálu spolu s Horním jezerem, vedlejší pánve Dolního jezera a Überlinger See a zanesené svahy řeky Schussen a také postpleistocénovou, Rýnem zaplavenou plochu Rýnského údolí mezi formacemi Schrattenského vápence od obcí Koblach a Oberriet a dnešní oblastí delty Rýna mezi Bregenzem a Rorschachem.
Přidruženy jsou nízké molasové a drumlinové hřbety v blízkosti jezera, oddělené obtékacími brázdami od vnitřních mladých morén navazujících směrem ven, ve výškách 400–500 m n. m., pouze v západní části (pohoří Schiener Berg) také ve výškách 700–600 m n. m.“
Citát ukazuje, že podle Dongusovy definice by nejen významné části regionu Hegau, ale také velká část severovýchodního Švýcarska a menší část rakouského Vorarlberska byly součástí pánve Bodamského jezera. Protože se však region Hegau v Bádensku-Württembersku víceméně etabloval ve své současné podobě, s Dongusovou definicí se obvykle nepracuje. Vzhledem k tomu, že Mapa 186 Kostnice nezobrazuje žádné další regiony ve Švýcarsku a Rakousku (a formálně jí to ani nepřísluší), k popisu a strukturování severovýchodních oblastí Švýcarka a západních oblastí Rakouska se obvykle používají jiné práce.

## Přirozené prostorové členění
Následující přírodní oblasti z Mapy 186 Kostnice a Mapy 187 Lindau/Oberstdorf lze (dle LUBW) přiřadit k Hlavnímu přírodnímu regionu č. 031 - pánev Bodamského jezera (Region 030 Bodamské jezero-Mladá morénová země dle Mapy Lindau od Hanjörga Donguse):
- - 031 (LUBW) = 030/031.0 + 030/031.20 + 030/031.4 (Benzing) = 030.0 (Dongus) Pánev Bodamského jezera
    - 030/031.0 + 030/031.20 (Benzing) = 0.30.00 (Dongus) Bodamské jezero
      - 030/031.0 (Benzing) = 0.30.000 (Dongus) Bodamské jezero-Horní jezero
      - 030/031.20 (Benzing) Bodamské jezero-Dolní jezero

    - 030/031.4 Überlingensko-Friedrichshafenská pahorkatina (Niederlinzgauská pahorkatina) (Benzing)
 = 030.03 Severní Bodamská pahorkatina (Dongus)
      - 030/031.40 Überlingenská pahorkatina (Benzing)
      - 030/031.41 Markdorfsko-Salemské úbočí a Grasbeurensko-Seefeldensko-Aachská nížina (Benzing)
= 030.032 Obtékací brázdy Markdorf - Frickingen (Dongus)
      - 030/031.42 Meersburgská pahorkatina (Benzing)
= 030.030 Drumlinové hřbety Meersburgu (Dongus)
      - 030.031 Drumlinové hřbety Oberteuringenu (Dongus)

    - 030.04 Schussenská pánev (dongus)
      - 030.040 Severozápadní Schussenská pánev-okrajová terasa (Dongus) – vpravo od řeky Schussen z Weingartenu do Meckenbeurenu
      - 030.041 Föhrenried (Dongus) – řeka Schussen z Mochenwangenu až pod Ravensburg
      - 030.042 Severní Schussenská pánev-okrajová terasa (Dongus) – vlevo od řeky Schussen, z Mochenwangenu do Ravensburgu
      - 030.043 Severovýchodní Schussenská pánev-okrajová terasa (Dongus) – zcela vlevo od řeky Schussen, z Weingartenu do Meckenbeurenu
      - 030.044 Jihozápadní Schussenská pánev-terasa (Dongus) – vpravo od řeky Schussen (od Meckenbeurenu)
      - 030.045 Jihovýchodní Schussenská pánev-terasa (Dongus) - zleva vlevo od řeky Schussen, jižně od Ravensburgu až po jih od Tettnangu
      - 030.046 Jižní Schussenská pánev-terasa (Dongus) – vlevo od řeky Schussenu, západně od Tettnangu
      - 030.047 Drumlinové pole Tettnangu (Dongus) – východně od Tettnangu
      - 030.048 Obtékací brázda Obereisenbachu (Dongus) – Bollenbach
      - 030.049 Terasy, nivy a delty Rotachu, Schussenu a Argenu (Dongus) - Ústí a břehy Bodamského jezera mezi Friedrichshafenem a Kressbronnem

    - 030.05 Východní Bodamská pahorkatina (Dongus) (Lindauská pahorkatina)
      - 030:50 Drumlinové pole Reitnau (Dongus)
      - 030.51 Jižní pánev Leiblachu (Dongus)

    - 030.06 Dornbirnské údolí Rýna (Jižní pánev Bodamského jezera) (Dongus) – Vorarlbersko a Švýcarsko
      - 030.60 Dno údolí Rýna od Dornbirnu po Götzis (Dongus)
      - 030.61 Delta Rýna (Dongus)
      - 030.62 Delta Bregenzer Ach a Bregenzské terasy (Dongus)
      - 030.63 Náplavový kužel Dornbirner Ach (Dongus)

    - 030.02 Jižní Bodamská pahorkatina (Dongus) – Švýcarsko

### Boční morény v severovýchodním Švýcarsku

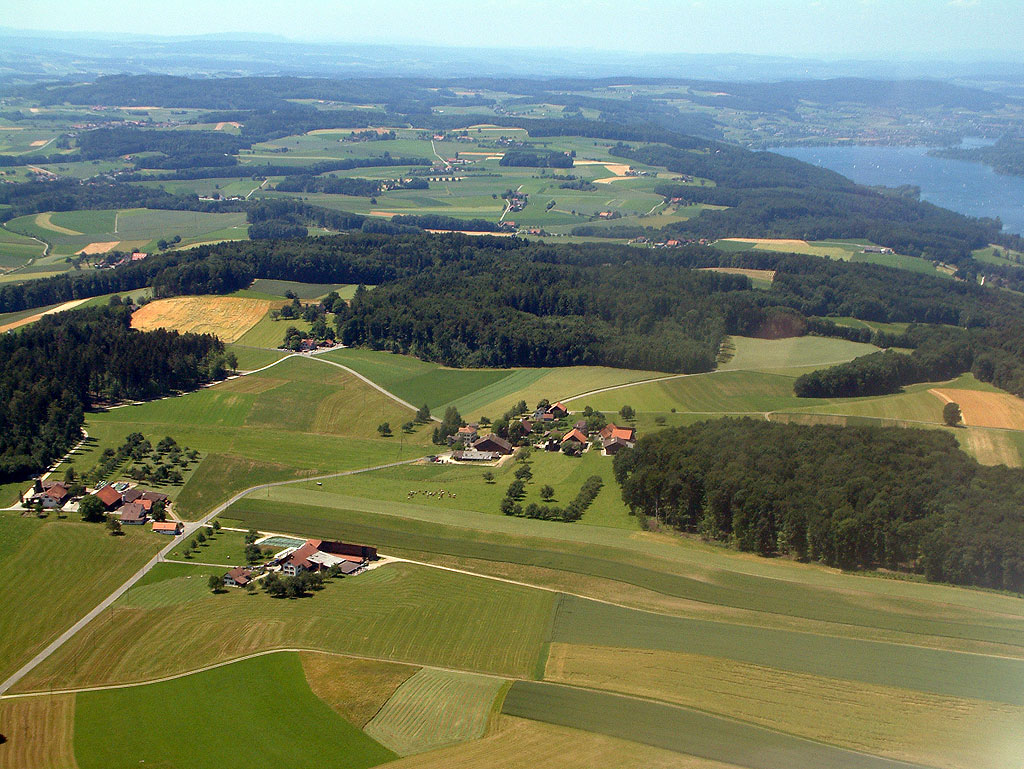
Hřeben Seerücken

Důležitá (würmská) boční moréna v severním Švýcarsku probíhala od Goldachu přes Roggwil do Kradolf-Schoenenberg ve směru západ-severozápad. Nedaleko na severozápad od Kradolfu probíhá severovýchodním směrem mezi Sulgenem a Kümmertshausenem boční moréna, která je dodnes patrná v reliéfu krajiny, a o kus dál severovýchodě pak začíná ještě lépe rozeznatelná, na severozápad směřující boční moréna, která vede od Herrenhofu přes Kurzrickenbach do Kreuzlingenu.
Zajímavé je, že údolí řeky Thur vede od Kradolfu k jejímu ústí v Ellikon am Rhein ve staré brázdě koncového ledovcového jezera, která svou polohou odpovídá zmíněné boční moréně a je výrazně širší než údolí Rýna jižně od Schaffhausenu. To napovídá, že Dongusova regionální jednotka 030.02 Jižní Bodamská pahorkatina zahrnuje alespoň výše definovanou pánev.
Region 030.5 Bodamské jezero-Mladá morénová země, který Dongus zmiňuje jako sousední krajinu mimo plochu jeho mapy  patrně zahrnuje zejména okrajová návrší pánve vymezená boční morénou. Mezi St. Gallen na jihovýchodě a Schaffhausenem na severozápadě tak řada kopců opakovaně přerušuje mírně zvlněnou krajinu:
- skupina kolem Ätschbergu (906 m) západně od St. Gallen
- skupina kolem Höchi (775 m) mezi Wuppenau a Braunau
- skupina kolem Imebärgu (706 m) východně od Frauenfeldu
- západní prodloužení hřebenu Seerücken s horami Hörnli (670 m) a Stammerberg (639 m)

Hora Ottenberg (681 m) severně od Weinfeldenu, která na jihovýchodě navazuje na hřeben Seerrücken (721 m), je od něj již poněkud oddělena mírně zvlněnou krajinou.

### Části pánve Bodamského jezera v rámci Hegau

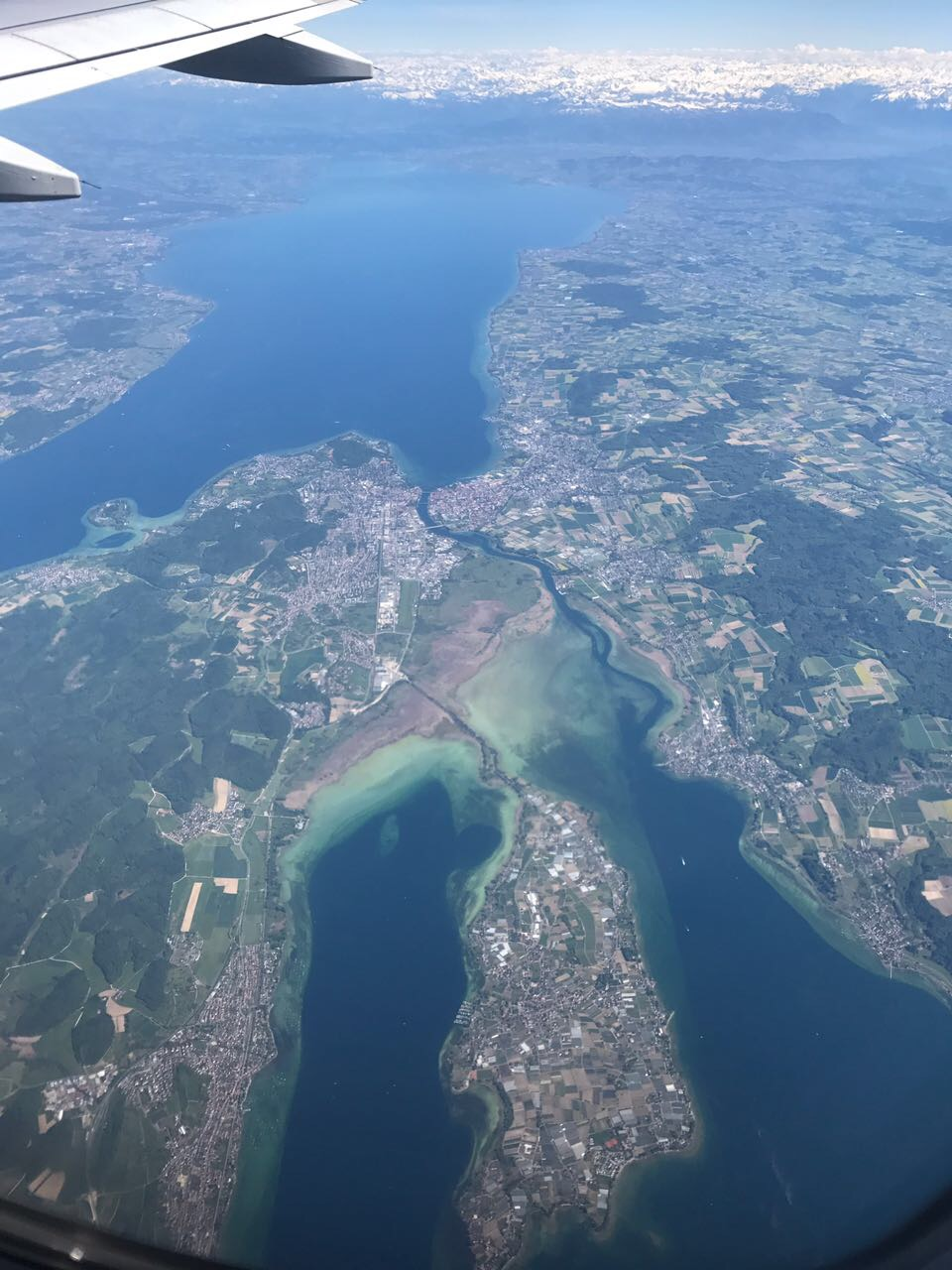
Ostrov Reichenau

Podle přísně fyzických a krajinně genetických aspektů lze obě úbočí v hlavním přírodním regionu Hegau také přiřadit k pánvi Bodamského jezera, viz rozdělení níže:
- 030 Hegau (podle LUBW) a 030/031 Severní Bodamské jezero a Pánev Hegau (podle Mapy Kostnice)
  - 030/031.2 Střední Hegau-Úbočí Dolního jezera
    - 030/031:20 Bodamské jezero-Dolní jezero– podle LUBW není součástí Hegau
    - 030/031.21 Ostrov Reichenau
    - 030/031.22 Kostnická nížina
    - 030/031.23 Bodanrücká pahorkatina
    - 030/031.24 Velká Hegauská nížina (Singenská nížina)

  - 030/031.32 Orsingensko - Espasingenská nížina

## Geologie
Ve würmské době ledové, přibližně před 20 000 lety, utvářel krajinu Rýnský ledovec. Pánev Bodamského jezera v podstatě zahrnuje oblast severní hlavní kotliny a nejdůležitější postranní kotlinu ledovce, která je vyplněna štěrkem z řeky Schussen. Typický terén zde dnes představují drumliny, mladé morénové oblasti a glaciální molasové hřbety s roklemi . V oblasti spodních morén převládají hlíny a písčité hlíny, v korytech tající vody pak štěrky a písky.

## Města a obce

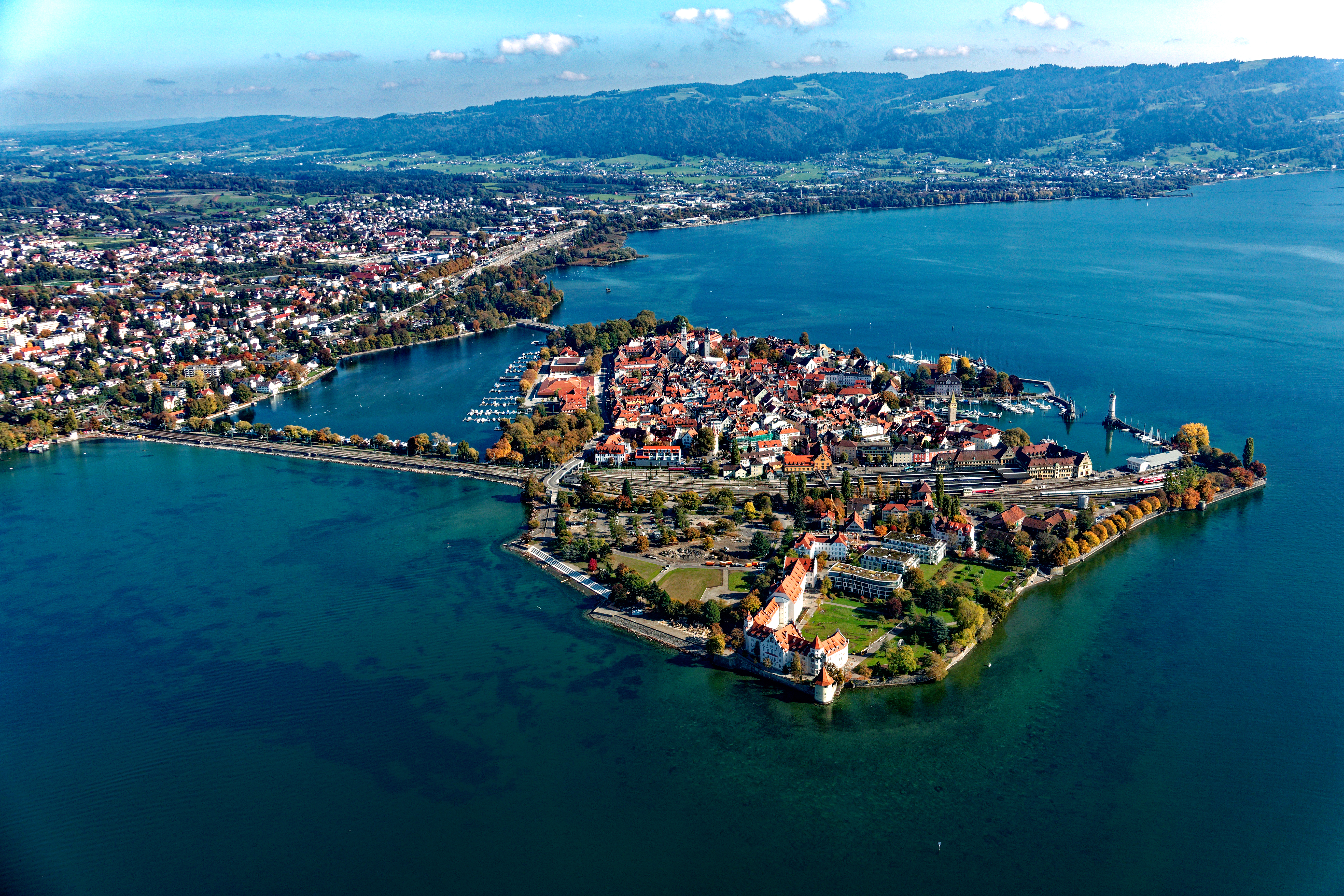
Město Lindau na stejnojmenném ostrově

Podle nejužší definice Bádensko-Württemberského zemského ústavu pro životní prostředí, měření a ochranu přírody (Landesanstalt für Umwelt Baden-Württemberg - LUBW) a Spolkového úřadu pro ochranu přírody (Bundesamt für Naturschutz - BfN) se následující německá města a obce nachází na pánvi Bodamského jezera:
| Zemský okres Bodamské jezero - Bermatingen - Daisendorf - Eriskirch - Frickingen - Friedrichshafen - Hagnau am Bodensee - Heiligenberg - Immenstaad am Bodensee - Kressbronn am Bodensee - Langenargen - Markdorf - Meckenbeuren - Meersburg - Oberteuringen - Owingen - Salem - Stetten - Tettnang - Überlingen - Uhldingen-Mühlhofen | Zemský okres Ravensburg - Achberg - Bad Waldsee - Baienfurt - Baindt - Berg - Bodnegg - Fronreute - Grünkraut - Horgenzell - Ravensburg - Schlier - Waldburg - Weingarten - Wolpertswende Zemský okres Lindau - Bodolz - Lindau - Nonnenhorn - Wasserburg |

V případě širší definice dle Hansjörga Donguse se na pánvi Bodamského jezera nachází také nemalé množství švýcarských a rakouských měst a obcí v dolní části údolí Alpského Rýna. Jedná se o Altenrhein, Rheineck, Sankt Margrethen, Au, Heerbrugg, Widnau, Balgach, Diepoldsau, Rebstein, Marbach, Lüchingen, Altstätten, Hinterforst, Eichberg, Kriessern a Oberriet (Švýcarsko) a Bregenz, Hard, Fußach, Höchst, Gaißau, Lauterach, Wolfurt, Schwarzach, Lustenau, Dornbirn, Hohenems, Altach, Mäder, Kommingen, Götzis a Koblach (Rakousko)
V případě Dongusovy nejširší definice se na pánvi nachází i množství měst a obcí na severovýchodě Švýcarska (jižní strana Bodamského jezera, tedy oblast mezi městy St. Gallen a Schaffenhausen). Mezi největší obce v této oblasti se řadí Rorschach, St. Gallen, Arbon, Amriswil, Weinfelden, Frauenfeld a Schaffhausen.

## Chráněná území

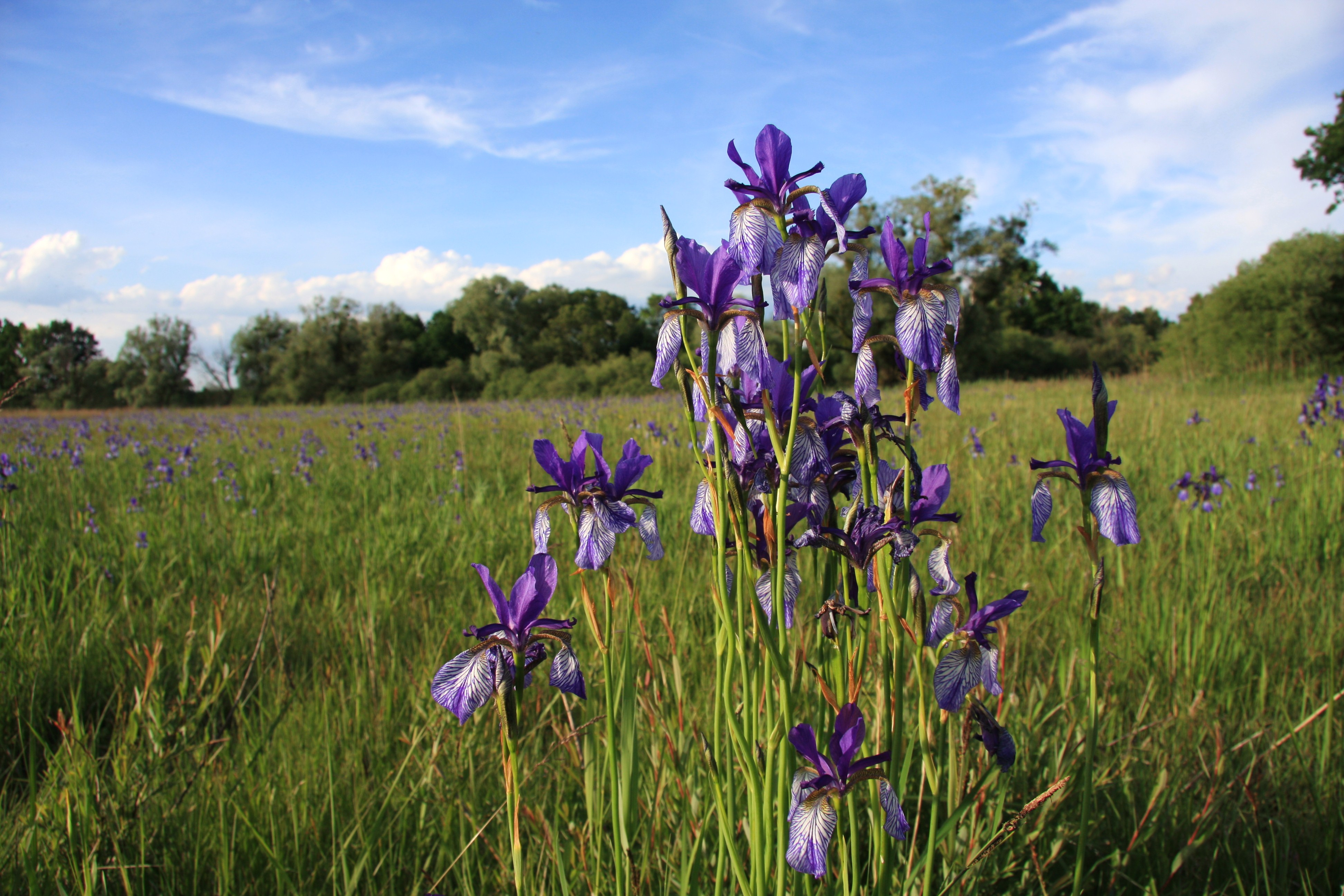
Eriskircher Ried

Na pánvi Bodamského jezera byly vyhlášeny četné přírodní a krajinné chráněné oblasti. Jedná se zejména o území bažin a slatin a vodní plochy (rybníky, tůně, prameniště). Některé z těchto oblastí, jako je např. Eriskircher Ried, jsou umístěny pod zvláštní ochranu jako Evropsky významná lokalita či ptačí oblast.
| Typy chráněných území na pánvi Bodamského jezera (dle nejužší definice) | Procentuální podíl na celkové ploše pánve |
| Evropsky významná lokalita                                              | 5,24 %                                    |
| Evropská ptačí oblast                                                   | 1,94 %                                    |
| Přírodní rezervace                                                      | 1,91 %                                    |
| Celkem                                                                  | 6,31 %                                    |

Stav k roku 2010